# 1235 Schorria
1235 Schorria (1931 UJ) là một tiểu hành tinh bay qua Sao Hỏa được phát hiện ngày 18 tháng 10 năm 1931 bởi K. Reinmuth ở Heidelberg.